# Bratislava
Denne side handler om byen Bratislava. For regionen, se Bratislava (region).
Bratislava (på tysk Pressburg; på ungarsk Pozsony) er hovedstad og største by i Slovakiet med 479.389(2024) indbyggere. Byen ligger i den sydvestlige del af Slovakiet på begge bredder af Donau. Byen grænser op til både Østrig og Ungarn og er dermed den eneste hovedstad, der grænser op til to andre lande.
Bratislava er det politiske, kulturelle og økonomiske centrum i Slovakiet. Den er sæde for den slovakiske præsident, parlamentet og regeringen. Byen er ligeledes hjemsted for flere universiteter, museer, teatre, gallerier og andre vigtige økonomiske, kulturelle og uddannelsesmæssige institutioner. Hovedkvartererne for mange af Slovakiets store virksomheder og finansielle institutioner ligger ligeledes i Bratislava.
Byens historie, i lang tid kendt under det tyske navn Pressburg, er blevet kraftigt påvirket af forskellige folkeslag, inklusiv østrigere, tjekker, tyskere, ungarere, jøder og slovakker. Byen var hovedstad i Kongeriget Ungarn under det Habsburgske monarki fra 1536 til 1783. Bratislava var hjemsted for den slovakiske nationale bevægelse i det 19. århundrede og mange vigtige historiske personer af slovakisk, ungarsk og tysk afstamning.

## Navn og etymologi
De første skrevne referencer (som Brezalauspurc, en anden variant er Preslavaspurc) kommer fra Salzburg annalerne, i relation til kampe mellem bayere og ungarere, kæmpet foran Bratislava Slots mure i 907. Slottet blev sandsynligvis navngivet efter Predslav, den tredje søn af Kong Svatopluk I; Brezalauspurc betyder dog direkte oversat "Braslavs slot", og derfor er byen sandsynligvis opkaldt efter Braslav, den sidste militære leder af Pannonien, en provins i Østfranken.:128,553  Dette gamle navn genoptræder under varianten Braslava eller Preslava på mønter slået af Kong Stefan 1. af Ungarn dateret omkring år 1000. Senere i middelalderen fandt navnet sin endelige form i det tyske navn Pressburg og det slovakiske navn Prešporok, som var udledt af det tyske. Pressburg blev brugt om byen af de fleste engelsktalende forfattere indtil 1919, og benyttes stadig af og til. Ungarerne brugte Pozsony (stavet Posony før det 19. århundrede), og dette navn bruges stadig blandt ungarere. Det latinske navn Posonium er udledt fra det ungarske. Det ungarske og latinske navn stammer måske fra det ungarske navn Poson,:533  eller fra navnet Božaň, som regerede på Bratislava Slot i perioden 1053–99. Udover disse navne omtaltes den i renæssancedokumenter som Istropolis, der betyder "Donaubyen" på oldgræsk (se for eksempel Universitas Istropolitana).
Det nuværende navn, Bratislava, har sit udspring i 1837, da den slaviske lærde Pavel Jozef Šafárik rekonstruerede en variant af det (Břetislaw) fra gamle navne, han troede var udledt fra den Bøhmiske hersker Bretislav I. Navnet blev brugt for første gang af medlemmer af den slovakiske bevægelse i 1844 som Bratislav. Efter 1. verdenskrig forsøgte ikke-slovakiske repræsentanter at omdøbe byen til "Wilson City" efter den amerikanske præsident Woodrow Wilson i deres bestræbelser på, at byen skulle blive en fri by og afhængig af Tjekkoslovakiet. Forslaget blev afvist, og det officielle navn på byen blev ændret til Bratislava i marts 1919, da byen blev en del af Tjekkoslovakiet.

## Historie
Den første kendte permanente bebyggelse af området begyndte med den båndkeramiske kultur i det 5. årtusinde f.Kr. i den yngre stenalder. Omkring 200 f.Kr. grundlagde den keltiske Boiistamme den første betydelige bosættelse, en befæstet by kendt som en oppidum. De etablerede ligeledes et mønthus, som producerede sølvmønter kaldet biatecer.
Området faldt ind under romersk indflydelse fra det 1. århundrede til det 4. århundrede og udgjorde en del af Limes Romanus, et grænseforsvarssystem. Romerne introducerede vinavl til området og begyndte en tradition inden for vinproduktion, som stadig findes i dag.
De moderne slovakkers slaviske forfædre ankom mellem det 5. og 6. århundrede under folkevandringstiden. Som et svar på stormløb fra avarerne etablerede de slaviske stammer Samos Rige (623–658), den første kendte slaviske politiske enhed. I det 9. århundrede var slottene ved Bratislava og Devín vigtige centre for de slaviske stater, Nitrafyrstedømmet og Stormähren. De første skriftlige kilder til byen dateres tilbage til år 907 og er relateret til Stormährens fald under angrebene fra ungarerne.
I det 10. århundrede blev Bratislavaområdet (hvilket senere ville blive Pressburg) en del af Ungarn (kaldet "Kongedømmet Ungarn" fra 1000) og fremstod som en nøgleøkonomi og et administrativt center på kongedømmets grænse. Denne strategiske position gjorde byen til et naturligt angrebsmål for fjender, men det bragte samtidig økonomisk udvikling og høj politisk status. Bratislava (dengang Pressburg) fik sine første kendte byprivilegier i 1291 af Andreas III, og blev erklæret en fri kongelig by i 1405 af Kong Sigismund af Luxemburg, som også gav byen lov til at benytte sit eget byvåben i 1436.
Kongedømmet Ungarn blev besejret af det Osmanniske Rige i Slaget ved Mohács i 1526. Derefter belejrede og skadede tyrkerne Bratislava, men mislykkedes i at erobre byen. Grundet osmanniske avanceringer ind i ungarsk territorium udpegede man byen til Ungarns nye hovedstad i 1536, hvorved den blev del af det Habsburgske Monarki og markerede begyndelsen af en ny æra. Byen blev kroningsby og sæde for konger, ærkebiskobber, adelen og alle større organisationer og kontorer. Mellem 1536 og 1830 blev 11 konger og dronninger kronet i Sankt Martin-katedralen. Men alligevel blev det 17. århundrede kendetegnet af den anti-habsburgske bevægelse, kampene med tyrkerne, oversvømmelser, plager og andre katastrofer.
Reformationen fik betydning i byen i anden halvdel af det 16. århundrede, og dens støtter var primært byboere. Som et resultat af jævnlige oprør mod de katolske habsburgere blev forstæderne hærget. Byen og slottet blev erobret flere gange af oprørere, men derefter generobret af de kongelige tropper. Perioden med mange oprør sluttede i 1711 med underskrivelsen af freden i Szatmár.
Bratislava blomstrede op i det 19. århundrede under Maria Theresia af Østrigs styre, hvor byen blev den største og mest indflydelsesrige by i det område, der i dag udgør Slovakiet og Ungarn. Indbyggertallet tredobledes; mange nye paladser, klostre, herregårde og gader blev bygget, og byen var centrum for det sociale og kulturelle liv i regionen. Men allerede under Maria Theresias søn, Joseph II's styre blev byens styrke svækket, især i 1783, hvor Stefanskronen blev flyttet til Wien i et forsøg på at styrke båndet mellem Østrig og Ungarn. Mange centrale funktioner blev efterfølgende flyttet til Buda, hvorfor også en del adelige flyttede dertil. De første aviser i Ungarn og Slovakiet blev udgivet i Bratislava i 1780, hvor Magyar hírmondó udkom og dernæst Presspurske Nowiny i 1783. I løbet af det 18. århundrede blev byen også centrum for den slovakiske nationale bevægelse.
For byen var det 19. århundredes historie tæt forbundet med de store begivenheder i Europa. Freden i Pressburg mellem Østrig og Frankrig blev undertegnet i Bratislava i 1805. Theben Slot blev ødelagt af Napoleons franske tropper i 1809, og derefter blev også Bratislava Slot ødelagt af brand i 1811. I 1843 blev ungarsk udråbt til det officielle sprog i landet med virke i lovgivning, offentlig administration og uddannelse af kongressen i Bratislava. Som en reaktion på den ungarske revolution i 1848 underskrev Ferdinand V de såkaldte martslove (også kaldet aprillove), som inkluderede afskaffelsen af livegenskabet, på Primaciálny palác. Byen valgte den revolutionære ungarske side, men blev erobret af østrigerne i december 1848. Industrien voksede hurtigt i det 19. århundrede, den første hestetrukne sporvogn i Kongedømmet Ungarn, fra Bratislava til Svätý Jur (Szentgyörgy), blev bygget i 1840. En ny linje til Wien, som brugte damplokomotiver, blev åbnet i 1848, og en linje til Pest blev åbnet i 1850. Mange nye industrielle, finansielle og andre institutioner blev grundlagt; for eksempel blev den første bank grundlagt i det nuværende Slovakiet i 1842. Byens første permanente bro over Donau, Starý most, blev bygget i 1891.
Efter 1. verdenskrig og oprettelsen af Tjekkoslovakiet den 28. oktober 1918, blev byen inkorporeret i den nye stat på trods af dens repræsentanters modvilje. Den dominerende ungarske og tyske befolkning forsøgte at forhindre anneksion af byen til Tjekkoslovakiet og erklærede det derfor en fri by. Men de tjekkoslovakiske legioner besatte byen den 1. januar 1919, hvorved det trods modstanden blev en del af Tjekkoslovakiet. Byen blev sæde for Slovakiets politiske organer og organisationer og blev Slovakiets hovedstad den 4.-5. februar. Den 27. marts 1919 blev navnet Bratislava officielt anvendt for første gang. Som et resultat af den tjekkoslovakiske uafhængighed overflyttedes mange ungarske regeringsmedarbejdere til Ungarn, og tjekker og slovakker overtog deres sillinger og flyttede samtidig til Bratislava. Uddannelse i ungarsk og tysk blev markant reduceret.. I Tjekkoslovakiets folketælling i 1930 var den samlede ungarske og tyske befolkning i Bratislava faldet til 44% fra 83% i 1910 (se Bratislavas demografi-artiklen for flere oplysninger).
I 1938 tilknyttede nazityskland nabolandet Østrig i Anschluss; senere samme år tilknyttede det også de stadig uafhængige Petržalka- og Devín-bydelene med henvisning til etnisk oprindelse. Bratislava blev erklæret hovedstaden i det første uafhængige Slovakiet den 14. marts 1939, men den nye stat faldt hurtigt under nazisternes indflydelse. I 1941-1942 og 1944-1945 udviste den nye slovakiske regering de fleste af Bratislavas ca. 15.000 jøder, hvoraf de fleste blev sendt i koncentrationslejre. Bratislava blev bombarderet af de Allierede, besat af tyske tropper i 1944 og i sidste ende overtaget af Sovjets Røde Hær den 4. april 1945. Ved afslutningen af 2. verdenskrig, blev de fleste af tyskerne i Bratislava evakueret af tyske myndigheder; nogle få vendte tilbage efter krigen, men blev bortvist uden deres ejendomme i henhold til Beneš-dekreterne.
Efter det Kommunistiske Partis magtovertagelse i Tjekkoslovakiet i februar 1948 blev byen en del af østblokken. Byen fik nye områder tilknyttet, og befolkningstallet steg som følge deraf betydeligt og blev 90% slovakisk. Der blev opført store boligområder bestående af højtragende præfabrikerede panelbygninger, som de i Petržalka-købstaden. Den kommunistiske regering byggede også flere nye storslåede bygninger, såsom Nový Most-broen og slovakisk radios hovedkvarter, undertiden på bekostning af den historiske by.
I 1968 efter at det tjekkoslovakiske forsøg på at liberalisere det kommunistiske regime var slået fejl, måtte byen lide under besættelsen af tropper fra Warszawa-pagtens medlemslande. Kort efter blev byen hovedstad i Slovakiske Socialistiske Republik, en af de to stater i det føderale Tjekkoslovakiet.
Bratislavas systemkritikere så frem til kommunismens fald med Bratislavas lysdemonstration i 1988, og byen blev en af de førende centre for den anti-kommunistiske fløjsrevolution i 1989.
I 1993 blev byen hovedstad for den nydannede Slovakiske Republik, som fulgte umiddelbart efter opløsningen af Tjekkoslovakiet. I 1990'erne og det tidlige 21. århundrede boomede byens økonomi grundet udenlandske investeringer. Den blomstrende by var også vært for mange vigtige kulturelle og politiske begivenheder inklusiv Topmødet i Slovakiet 2005 mellem George W. Bush og Vladimir Putin.

## Demografi
| Folketælling 2001 |            |               |            |
| Distrikt          | Indbyggere | Etnisk gruppe | Indbyggere |
| Bratislava I–V    | 428.672    | Slovakker     | 391.767    |
| Bratislava I      | 44.798     | Ungarere      | 16.541     |
| Bratislava II     | 108.139    | Tjekker       | 7.972      |
| Bratislava III    | 61.418     | Tyskere       | 1.200      |
| Bratislava IV     | 93.058     | Mährere       | 635        |
| Bratislava V      | 121.259    | Kroater       | 614        |

Fra byens begyndelse til det 19. århundrede var germanerne den dominerende etniske gruppe. Efter det Østrig-ungarske kompromis i 1867 begyndte en aktiv magyarisering dog og ved starten af første verdenskrig var 40% af indbyggerne i Pressburg ungarsktalende af modersmål, 42% tysktalende og 15% slovakisk. Efter dannelsen af Tjekkoslovakiet i 1918 forblev Bratislava en multietnisk by, men med en anderledes demografisk trend. Andelen af slovakker og tjekker øgedes i byen, mens andelen af tyskere og ungarere faldt. I 1938 var 59% af befolkningen slovakker eller tjekker, mens tyskerne kun repræsenterede 23% og ungarerne 13%. Dannelsen af den første slovakiske republik i 1939 bragte andre ændringer, mest nævneværdig fordrivelsen af mange tjekker og jøder. I 1945 blev mange tyskere evakueret eller de blev flyttet fra byen efter genopbygningen af Tjekkoslovakiet. Det samme skete med mange ungarer, som var blevet beskyldt for at samarbejde med nazisterne (Beneš-dekreterne, delvist ophævet i 1948). .
Derved formindskedes byens multikulturelle karakter kraftigt og byen fik en mere klar slovakisk karakter. Hundreder af indbyggere blev udvist under kommunisternes undertrykkelse af folket i 1950'erne, hvor målet var at udskifte "reaktionære" mennesker med proletarer. Siden 1950'erne har slovakkerne været den dominerende etniske gruppe i byen, hvor den udgør op mod 90% af indbyggerne.

### Religion
I Bratislava er størstedelen af befolkningen katolikker og udgør en andel på 56,7 %. Desuden findes en del ateister, hvoraf der findes 29,3 % i byen. Derudover ses en andel på 6 %, der bekender sig til den augsburgske bekendelse. Endvidere er der en del mindre grupper, der bekender sig til bl.a. de unerede kirker, calvinisme, Jehovas Vidner, den ortodokse kirke, metodismen, jødedommen og baptistkirken.

## Økonomi
Regionen Bratislava er den mest velhavende og økonomisk højtstående region i Slovakiet pr. 2007, på trods af at det er den mindste region arealmæssigt og samtidig den region med den mindste befolkning i Slovakiet. Det bidrager med omkring 26% af Slovakiets BNP. BNP per indbygger (PPP), er værdisat til €33.124 (2005), og er index 147,9 i EU og vurderet som det andethøjeste niveau i de nye medlemsstater efter Prag.
Arbejdsløshedsprocenten i Bratislava var på 1,83% i december 2007. Mange offentlige institutioner og private selskaber har deres hovedkvarter i byen. Mere end 75% af Bratislavas indbyggere arbejder inden for serviceydelser primært inden for finans, IT, telekommunikation og turisme. Bratislava Stock Exchange (BSSE) administrerer aktiehandelen og blev grundlagt den 15. marts 1991.
Bilfabrikanten Volkswagen købte en bilfabrik i Bratislava i 1991 og har udvidet siden da. I dag er fabrikkens produktion fokuseret på SUV'ere, hvori 68% af produktionen ligger. VW Touareg bliver produceret i Bratislava og Porsche Cayenne samt Audi Q7 bygges delvist i byen.
I de seneste år er flere virksomheder inden for servicesektoren og højteknologiindustrien skudt op i Bratislava. Mange globale virksomheder, inklusiv IBM, Dell, Lenovo, AT&T, SAP og Accenture, har outsourcet til byen og bygget servicecentre. Af grunde til at så mange multinationale selskaber etablerer sig i Bratislava kan, udover at det ligger tæt på Vesteuropa, nævnes at der findes veluddannet arbejdskraft samt mange universiteter og forskningsfaciliteter.
Andre store virksomheder og arbejdsgivere med hovedkvarterer i Bratislava inkluderer Slovak Telekom, Orange Slovensko, Slovenská sporiteľňa, Tatra banka, Doprastav, Hewlett-Packard Slovakia, Slovnaft, Henkel Slovensko, Slovenský plynárenský priemysel, Kraft Foods Slovakia, Whirlpool Slovakia, Železnice Slovenskej republiky og Tesco Stores Slovak Republic.
Den enorme vækst i Slovakiets økonomi i 2000'erne medførte et boom i byggeindustrien samt mange store projekter, som enten er blevet udført eller planlagt i Bratislava. Områder der tiltrækker udvikling er bl.a. Donaus bredder, hvor to projekter allerede er i støbeskeen: River Park i den gamle bydel og Eurovea nær Apollo-broen. Andre områder under udvikling inkluderer områderne omkring den cetrale jernbane- og busstation, tæt på den tidligere industrizone nær den gamle bydel og i bydelen kaldet Petržalka, Nové Mesto og Ružinov. Man forventer at investorer vil investere €1,2 milliarder i nye projekter indtil 2010.
Byen har et budget på næsten seks milliarder koruna (€182 millioner i 2007), hvoraf en femtedel bruges til investeringer. Bratislava har aktier i 17 virksomheder for eksempel i det offentlige transportselskab (Dopravný podnik Bratislava), affaldsselskab og vandværket. Byen administrerer også kommunale organisationer såsom byens politi (Mestská polícia), Bratislava Bys Museum og ZOO Bratislava.

### Turisme
I 2006 havde Bratislava 77 overnatningsfaciliteter (hvoraf 45 var hoteller) med en samlet kapacitet på 9.940 senge. Samlet var der 686.201 besøgende, hvoraf 454.870 var udlændinge, der overnattede. Alt i alt blev 1.338.497 overnatninger registreret. Dog foretages en betydelig del af besøg til Bratislava som endagsudflugter og dette tal er ikke kendt. Det største antal udenlandske besøgende kom fra Tjekkiet, Tyskland, Storbritannien, Italien, Polen og Østrig.
Der har i de seneste år været flere og flere polterabender afholdt i Bratislava. En af grundene dertil er, at der findes stadigt flere lavprisflyselskaber, der har ruter til byen især fra Storbritannien. Hvor denne tendens bidrager positivt til turisttiltrækningen i byen har det skabt bekymring hos offentlige instanser pga. kulturelle forskelle og vandalisme.

## Kultur
Bratislava er Slovakiets kulturelle centrum. På grund af byens historiske multikulturelle karakter er den lokale kultur påvirket af forskellige etniske grupper, blandt andre tyskere, slovakker, ungarer og jøder. Bratislava har utallige teatre, museer, gallerier, koncertsale, biografer og udenlandske kulturinstitutioner.

### Scenekunst
Bratislava er hjemsted for Det Slovakiske Nationalteater, som har hjemme i to bygninger. Den første er en teaterbygning opført i neo-renæssance-stil beliggende i den gamle bydel for enden af Hviezdoslavovo námestie. Den nye bygning, som åbnede for publikum i 2007, er placeret ved flodbredden. Teatret har tre ensembler: opera, ballet og drama. Mindre teatre inkluderer Bratislava Dukketeater, Astorka Korzo '90-teater, Arena Teater, L+S Studio og Radošina Naive Teater.
Musikken blomstrede i det 18. århundrede i Bratislava og var tæt forbundet med det wienerske musikliv. Mozart besøgte byen i en alder af seks år. Blandt andre kendte komponister, som har besøgt byen, er Haydn, Liszt, Bartók og Beethoven, som uropførte sin Missa Solemnis i Bratislava. Byen er også fødested for komponisten Johann Nepomuk Hummel. Bratislava huser Slovenská filharmónia. Byen er vært for flere årlige festivaler, så som Bratislava Music Festival og Bratislava Jazz Days. Wilsonic Festival, afholdt årligt siden 2000, bringer mange optrædener inden for musikken til byen hvert år. I løbet af sommeren finder forskellige musikalske events sted som en del af Bratislava Kulturel Sommer. Udover musikfestivaler er det også muligt at høre al slags musik fra undergrund til velkendte popstjerner.. Bratislava er også fødestedet for komponisterne Ilja Zeljenka, Vladimír Godár, Peter Machajdik og Martin Burlas.

### Museer og gallerier
Det Slovakiske Nationalmuseum (Slovenské národné múzeum), grundlagt i 1961, har dets hovedkvarter i Bratislava ved flodbredden i den gamle by, sammen med Naturhistorisk Museum, som er en af dets underafdelinger. Det er det største museum og den største kulturelle institution i Slovakiet. Museet administrerer 16 specialiserede museer i Bratislava og omegn. Bratislava Bymuseum (Múzeum mesta Bratislavy), grundlagt i 1868, er det ældste museum i Slovakiet, som stadig eksisterer. Dets primære mål er at vise Bratislavas historie i forskellige former fra de tidligste perioder til det 20. århundrede ved brug af historiske og arkæologiske samlinger. Museet tilbyder permanent fremvisning i 8 specialiserede museer.
Det Slovakiske Nationalgalleri, grundlagt i i 1948, tilbyder det mest omfattende netværk af gallerier i Slovakiet. To udstillinger i Bratislava er beliggende ved siden af hinanden ved Esterházy Palads (Esterházyho palác) og Vandbarakkerne (Vodné kasárne) ved bredden af Donau i den gamle by. Bratislava Bygalleri, grundlagt i 1961, er det andetstørste slovakiske galleri af dets slags. Galleriet har en permanent udstilling på Johann Pálffy Palads (Pálffyho palác) og Mirbach Palads (Mirbachov palác), i den gamle by. Danubiana Art Museum, et af de nyeste kunstmuseer i Europa ligger nær Čunovo vandværket.

### Medier
Som landets hovedstad er Bratislava hjemsted for nationale og også mange lokale medier. Nævneværdige tv-stationer med base i byen inkluderer Slovenská televízia (Slovakisk Fjernsyn), Markíza, JOJ og TA3. Slovenský rozhlas (Slovakisk Radio) har dets hovedkvarter i byens centrum, og mange slovakiske kommercielle radiostationer har ligeledes deres base i byen. Nationale aviser med hovedsæde i Bratislava inkluderer SME, Pravda, Nový čas, Hospodárske noviny og den engelsksprogede The Slovak Spectator. To nyhedsbureauer har hovedsæde i byen: Republikken Slovakiets Nyhedsbureau (TASR) og Det Slovakiske Nyhedsbureau (SITA).

### Sport
Forskellige sportsgrene og sportsklubber har en lang tradition i Bratislava med mange hold og individuelle sportsudøvere, der konkurrerer i slovakiske og internationale ligaer og konkurrence.
Fodbold er repræsenteret af to klubber, der spiller i den øverste slovakiske fodboldliga, Corgoň Liga. ŠK Slovan Bratislava, grundlagt i 1919, har dets hjemmebane på stadionet Tehelné pole. ŠK Slovan er den mest succesrige fodboldklub i slovakisk historie, eftersom den er den eneste klub fra det tidligere Tjekkoslovakiet, som har vundet den europæiske fodboldkonkurrence UEFA Pokalvindernes Turnering, i 1969.
FC Artmedia Bratislava er den ældste af Bratislavas fodboldklubber, grundlagt i 1898, og har hjemmebane på Štadión Petržalka i Petržalka.
Bratislava er hjemsted for tre vintersportsarenaer: Ondrej Nepela Vintersportsstadium, Vladimír Dzurilla Vintersportsstadium og Dúbravka Vintersportsstadium. Ishockeyklubben HC Slovan Bratislava repræsenterer Bratislava i Slovakiets øverste ishockeyliga, Slovakisk Extraliga. Samsung Arena, en del af Ondrej Nepela Vintersportsstadium, er hjemmebane for HC Slovan. VM i ishockey i 1959 og 1992 blev spillet i Bratislava, og turneringen i 2011 vil blive afholdt i Bratislava og Košice, til hvilket en ny arena er under planlægning.
Čunovo Vandsportscenter er et kanoslalom- og raftingområde tæt på Kraftværk Gabčíkovo. Centrum huser flere internationale og nationale kano- og kajakkonkurrencer årligt.
Det Nationale Tenniscenter, som inkluderer Sibamac Arena, er vært for forskellige kulturelle, sportslige og sociale events. Flere Davis Cup-kampe er blevet spillet der, inklusiv finalen i 2005. Byen bliver repræsenteret i den øverste slovakiske liga i basketball på både kvinde- og herresiden, kvindehåndbold og -volleyball samt mænds vandpolo. Devín–Bratislava Nationa-løbet er den ældste atletiske begivenhed i Slovakiet, og Bratislava City Marathon er blevet afholdt årligt siden 2006. En væddeløbsbane er beliggende i Petržalka, hvor heste- og hundevæddeløb afholdes jævnligt.

## Administration
Bratislava er sæde for det slovakiske parlament, præsidenten, ministrene, højesteret og nationalbanken. Den er sæde for regionen Bratislava og siden 2002 også for Bratislavas selvstyrende region. Byen har desuden mange udenlandske ambassader og konsulater.
Den nuværende struktur for lokalregeringen (Mestská samospráva) har været i brug siden 1990. Den består af en borgmester (primátor), en bybestyrelse (Mestská rada), et byråd (Mestské zastupiteľstvo), bykommision (Komisie mestského zastupiteľstva), og et bymagistrat (Magistrát).
Borgmesteren, med sæde på Primats Palads, er byens øverste leder og er valgt for en fireårsperiode. Den nuværende borgmester er Andrej Ďurkovský, som vandt valget i 2006 som kandidat for KDH–SDKÚ-koalitionen og er i gang med sin anden periode som borgmester. Byrådet er byens lovgivende organ, som er ansvarlig for bl.a. budgettet, byplanlægning, vedligeholdelse af vejnettet, uddannelse og kultur. Rådet mødes sædvanligvis en gang om måneden og består af 80 medlemmer valgt for fire år af gangen i samme periode som borgmesteren. Mange af rådets beslutninger bliver udført af kommissionen efter rådets retningslinjer. Byens bestyrelse består af 28 medlemmer bestående af borgmesteren og hans parlamentsmedlemmer, bydelsborgmestre og op imod 10 byrådsmedlemmer. Bestyrelsen er en ledende og overvågende enhed af byrådet og den spiller også en rolle som rådgiver for borgmesteren.
Administrativt er Bratislava opdelt i fem distrikter: Bratislava I (bycentret), Bratislava II (østlige dele), Bratislava III (nordøstlige dele), Bratislava IV (vestlige og nordlige dele) og Bratislava V (sydlige dele på højresiden af Donau, inklusiv Petržalka, det tættest befolkede beboelseskvarter i Centraleuropa).
Byen er inddelt i 17 administrative bydele, som hver har deres egen borgmester (starosta) og råd. Antallet af rådsmedlemmer i hver bydel afhænger af størrelsen og indbyggertallet. Hver bydel svarer til byens 20 matrikelområder undtaget to tilfælde: Nové Mesto er yderligere inddelt i Nové Mesto og Vinohrady matrikelområder og Ružinov er inddelt i Ružinov, Nivy og Trnávka. Der er yderligere uofficielle inddelinger, der gælder for specifikke kvarterer og lokaliteter i byen.
| Bratislavas territoriale inddelinger | Bratislavas territoriale inddelinger (distrikter og bydele) | Bratislavas territoriale inddelinger (distrikter og bydele) | Bratislavas territoriale inddelinger (distrikter og bydele) | Bratislavas territoriale inddelinger (distrikter og bydele) | Bratislavas territoriale inddelinger (distrikter og bydele) |
| ------------------------------------ | ----------------------------------------------------------- | ----------------------------------------------------------- | ----------------------------------------------------------- | ----------------------------------------------------------- | ----------------------------------------------------------- |
| Bratislavas territoriale inddelinger | Bratislava I                                                | Bratislava II                                               | Bratislava III                                              | Bratislava IV                                               | Bratislava V                                                |
| Bratislavas territoriale inddelinger | Staré Mesto                                                 | Ružinov                                                     | Nové Mesto                                                  | Karlova Ves                                                 | Petržalka                                                   |
| Bratislavas territoriale inddelinger |                                                             | Vrakuňa                                                     | Rača                                                        | Dúbravka                                                    | Jarovce                                                     |
| Bratislavas territoriale inddelinger |                                                             | Podunajské Biskupice                                        | Vajnory                                                     | Lamač                                                       | Rusovce                                                     |
| Bratislavas territoriale inddelinger |                                                             |                                                             |                                                             | Devín                                                       | Čunovo                                                      |
| Bratislavas territoriale inddelinger |                                                             |                                                             | Devínska Nová Ves                                           |                                                             |                                                             |
| Bratislavas territoriale inddelinger |                                                             |                                                             | Záhorská Bystrica                                           |                                                             |                                                             |

## Geografi
Bratislava ligger i det sydvestlige Slovakiet, i regionen Bratislava. Placeringen ved grænserne til Østrig og Ungarn gør den til den eneste hovedstad med grænser til to lande. Derudover ligger den kun 62 kilometer fra grænsen til Tjekkiet, og 60 kilometer fra den østrigske hovedstad Wien.
Byen har et totalt areal på 367,58 km² hvilket gør den til den arealmæssigt største by i Slovakiet. Bratislava ligger på begge bredder af Donau, som løber gennem byen fra vest til sydøst.

### Klima
Bratislava ligger i den nordlige tempererede zone og har kontinentalklima med fire adskilte årstider. Der blæser ofte med markant forskel mellem varme somre og kolde våde vintre. Byen ligger i et af de varmeste og tørreste områder af Slovakiet. På det seneste har skiftet mellem sommer og vinter været hurtigere end tidligere med korte efterårs- og forårsperioder. Sne forekommer ligeledes sjældnere end tidligere. Nogle dele af Bratislava, især Devín og Devínska Nová Ves, er i risikozonen for oversvømmelser fra floderne Donau og Morava, men diger på begge bredder beskytter de fleste dele af byen.

## Bylandskab og arkitektur
Bratislavas bylandskab er karakteriseret af middelalderlige tårne og storslåede bygninger fra det 20. århundrede, men har undergået store forandringer i et byggeboom i starten af det 21. århundrede.

### Byen
De fleste historiske bygninger er koncentreret i den gamle by. Det gamle rådhus er et kompleks af tre bygninger rejst i det 14. og 15. århundrede, som nu huser Bratislava bymuseum. Michaels port er den eneste port der er bevaret fra de middelalderlige fæstningsværker, og den er blandt de ældste bygninger i byen. Nærved er det smalleste hus i Europa. Universitetsbibliotekets bygning, rejst I 1756, blev brugt af Diet (parlamentet) for Kongeriget Ungarn fra 1802 til 1848. Meget af den vigtige lovgivning fra den Ungarske reformæra (såsom afskaffelsen af livegenskabet og stiftelsen af det Ungarske videnskabernes akademi) blev vedtaget der.
Det historiske centrum er kendetegnet af mange paladser fra barokken. Grassalkovich paladset, bygget omkring 1760, er nu residens for den slovakiske præsident og det slovakiske parlament har nu sæde i den tidligere Sommer ærkebiskop paladset. I 1805 underskrev diplomater fra kejserne Napoleon og Francis II den fjerde Fred i Pressburg på Primats Palads, efter Napoleons sejr i Slaget ved Austerlitz. Nogle mindre huse er historisk signifikante; komponisten Johann Nepomuk Hummel blev født i et 1700-tals hus i den gamle by.
Vigtige katedraler og kirker inkluderer den gotiske Sankt Martins katedral bygget mellem det 13. og 16. århundrede, der tjente som kroningskirke for Kongeriget Ungarn mellem 1563 og 1830. Den Fransiskanske kirke, der kan dateres til det 13. århundrede, har været brugt til ridderslagningsceremonier og er den ældste bevarede hellige bygning i byen. St. Elisabeth kirken, bedre kendt som den ’’Blå kirke’’ på grund af dens farve er bygget udelukkende i Art Nouveau-stil.

### Bratislava Slot
En af de mest prominente bygninger i byen er Bratislava Slot på et plateau 85m over Donau. Slotsbakken har været beboet siden overgangstiden mellem Stenalderen og Bronzealderen og har været akropolis for en keltisk by, som var del af Romerrigets Limes Romanus, en enorm slavisk befæstet bebyggelse og et politisk, militært og religiøst center for Stormähren. Et stenslot blev ikke bygget før det 10. århundrede, da området var del af Kongedømmet Ungarn. Slottet blev ombygget til et gotisk anti-hussiter-fort under Sigismund af Luxemburg i 1430, og det blev et renæssanceslot i 1562, og blev igen ombygget i 1649, denne gang i barokstil. Under dronning Maria Theresia blev slottet et prestigefyldt royalt sæde. I 1811 blev slottet ødelagt til ukendelighed af en brand og lå i ruiner indtil 1950'erne, hvor det næsten blev fuldt genopbygget i dets tidligere theresiske stil.

### Devín Slot
Det ødelagte, men for nylig renoverede Devín Slot, er beliggende i Devín, på toppen af en klippe, hvor floden Morava, som danner grænsen mellem Østrig og Slovakiet, flyder ind i Donau. Det er et af de vigtigste slovakiske arkæologiske steder og omfatter bl.a. et museum dedikeret til landets historie. Grundet dets strategiske beliggenhed var Devín Slot et meget vigtigt grænseslot for Stormähren og den tidlige ungarske stat. Det blev ødelagt af Napoleons tropper i 1809 og er nu et vigtigt symbol på slovakisk og slavisk historie.

### Rusovský
Rusovský kaštieľ, med dets Engelske park, ligger i Rusovský-bydelen. Huset blev oprindeligt bygget i det 17. århundrede og blev ændret til en herregård i engelsk nygotisk stil i 1841–1844. Bydelen er også kendt for dens ruiner fra den romerske militærbase Gerulata, del af Limes Romanus, et grænseforsvarssystem. Gerulata blev bygget og brugt mellem det første og fjerde århundrede e.v.t.

### Parker og floder
På grund af sin beliggenhed ved foden af De Små Karpater og åskov ved Donaus flodsletter, har Bratislava skovene tæt på bymidten. De samlede offentlige grønne områder er 46,8 kvadratkilometer eller 110 kvadratmeter pr indbygger.
Den største bypark er Horský park (bogstaveligt, bjergområdepark), i den gamle by. Bratislavský lesný park (Bratislava Skovpark) er beliggende i Lillekarpaterne og omfatter mange lokaliteter, der er populære blandt de besøgende, såsom Železná studienka og Koliba. Skovparken dækker et område på 27,3 km2, hvoraf 96% er skovklædte og indeholder oprindelig flora og fauna såsom grævlinger, røde ræve og mufflonfår. På højre bred af Donau, i bydelen Petržalka, er Janko Kráľ Park grundlagt i 1774-76. En ny bypark er planlagt i Petržalka mellem Malý Draždiak- og Veľký Draždiak-floderne.
Bratislavas zoologiske park er beliggende i Mlynská Dolina nær hovedkvarteret for Slovenská televízia. Den zoologiske have, der blev grundlagt i 1960, huser i øjeblikket 152 dyrearter, herunder de sjældne hvid løve og hvid tiger. Den botaniske have, som hører til Comenius Universitet Bratislava, kan ses fra Donaus bred, og huser mere end 120 arter af indenlandsk, udenlandsk og eksotisk oprindelse.
Byen har en række naturlige og kunstige søer, hvoraf de fleste er anvendt til rekreative formål. Eksempler herpå er Štrkovec sø i Ružinov, Kuchajda i Nové Mesto, Zlaté Piesky- og Vajnory-søerne i nord-øst samt Rusovce Sø i syd, som er populær hos nudister.

## Uddannelse, forskning og videnskab
Det første universitet i Bratislava og også det første i området, der nu udgør Slovakiet var Universitas Istropolitana grundlagt i 1465 af Kong Matthias Corvinus. Det blev lukket i 1490 efter hans død.
Bratislava er sæde for det største universitet (Comenius Universitet, 27.771 studerende), det største tekniske universitet (Slovakiske Universitet for Teknologi, 18.473 studerende) og de ældste kunstskoler (Vysoká škola múzických umení v Bratislave og Vysoká škola výtvarných umení v Bratislave) i Slovakiet. Andre institutioner for videregående uddannelse er det offentlige Universitet for Økonomi og det første private universitet i Slovakiet, Seattle Byuniversitet. Alt i alt er der omkring 56.000 studerende ved universiteter i Bratislava.
Der er 65 offentlige basisskoler, ni private basisskoler og ti religiøse basisskoler. Alt i alt har de 25.821 indskrevne elever. Byens gymnasiesystem består af 39 gymnasier med 16.048 studerende, 37 specialiserede gymnasier med 10.373 studerende og 27 erhvervsskoler med 8.863 studerende (data fra 2007).
Det Slovakiske Videnskabsakademi er også beliggende i Bratislava. Dog er byen en af de få europæiske hovedstæder, der hverken har et observatorium eller et planetarium. Det nærmeste observatorium ligger i Modra 30 km væk, og det nærmeste planetarium er i Hlohovec 70 km væk. CEPIT, Centraleuropæiske Park For Innovativ Teknologi i Vajnory, bliver i øjeblikket udviklet, så parken vil komme til at kombinere privat og offentlig forskning og uddannelsesinstitutioner. Opbygningen forventes at blive påbegynt i 2008.

## Transport
Bratislavas geografiske placering i Centraleuropa har i lang tid gjort det til en naturlig passage for international handel.
Offentlig transport i Bratislava er administreret af Dopravný podnik Bratislava, en byejet virksomhed. Transportsystemet er kendt som Mestská hromadná doprava (MHD, Kommunal Masse Transport) og råder over busser, sporvogne og trolleybusser. Derudover findes der en ekstra service kaldet Bratislavská integrovaná doprava (Bratislava Integreret Transport), der forbinder byen via tog og bus med destinationer omkring byen.
Som værende trafikknudepunkt har byen direkte forbindelser til Østrig, Ungarn, Tjekkiet og resten af Slovakiet. Motorvejssystemet giver direkte forbindelse til Brno i Tjekkiet, Trnava og andre steder i Slovakiet og Budapest i Ungarn. A6-motorvejen mellem Bratislava og Wien blev åbnet i november 2007. Bratislava Havn giver adgang til Sortehavet via Donau og til Nordsøen gennem Main-Donau-Kanalen. M. R. Štefánik Lufthavn er beliggende 9 km nordøst for bycentrummet. Lufthavnen betjente i 2007 2.024.000 passagerer. Byen er også betjent af Wiens lufthavn som ligger 40 km vest fra Bratislava.

## Seværdigheder
- Borgen i Bratislava
- Devín
- Domkirken Skt. Martin
- Michaelsporten
- Det gamle rådhus i Bratislava
- Primaciálny Palác
- Det slovakiske nationalteater
- Det slovakiske nationalgalleri
- Most SNP (den ny Donaubro)
- Starý Most (den gamle Donaubro)
- Most SNP - kendt for restaurant og udsigstplatforme på pylonen Slavín (sovjetisk krigskirkegård)

## Venskabsbyer
Bratislavas venskabsbyer er:
- Wien
- Krakow
- Ljubljana.
- Ulm
- Perugia
- Prag
- Kyiv
- Turku
- Cleveland
- Rotterdam